# Stictopelta nova
Stictopelta nova är en insektsart som beskrevs av Goding. Stictopelta nova ingår i släktet Stictopelta och familjen hornstritar. Inga underarter finns listade i Catalogue of Life.